# Emmaüs International
Pour les articles homonymes, voir Emmaüs.
Pour un article plus général, voir Mouvement Emmaüs.
Emmaüs International est une association créée en 1971 et ayant pour objet de fédérer l'ensemble des groupes Emmaüs du monde. Son président est Patrick Atohoun. Les groupes Emmaüs sont des associations de lutte contre la pauvreté créés à partir de 1949 à l'initiative de l'abbé Pierre.

## Historique

### Le mouvement Emmaüs avant la création d'Emmaüs International (1949-1969)

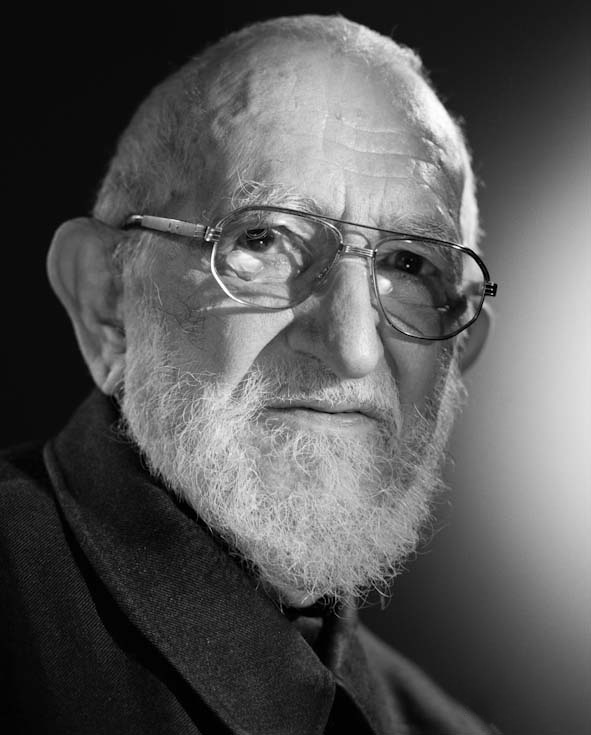
L'abbé Pierre, fondateur du mouvement Emmaüs, photographie du studio Harcourt.

Avant la création de cette association, des communautés Emmaüs existaient déjà, et ce depuis 1949, notamment en Europe (principalement en France) et en Amérique latine. Cependant, l'abbé Pierre était alors le seul lien entre toutes ces associations parfois si éloignées les unes des autres.
En effet, le mouvement Emmaüs s'est d'abord créé de façon chaotique, au gré des voyages de l'abbé Pierre et des initiatives développées localement.
Après l'hiver 1954, Emmaüs devient connu des français, et reçoit un nombre important de dons. De là naîtra la première tentative de structuration du Mouvement avec la création de l'association Emmaüs. Cependant, celle-ci se détachera vite de ce rôle initial pour se concentrer sur la gestion des centres d'accueils et d'hébergement de Paris et sa région.
À la fin des années 1950, l'abbé Pierre, après une période de maladie, entame une série de voyages à travers le monde, et notamment en Amérique latine.
En 1963, l'abbé Pierre est victime d'un naufrage dans le Río de la Plata. Annoncé mort pendant quelques jours, il est finalement retrouvé vivant. À ce moment, les responsables du mouvement Emmaüs ont craint de voir disparaître l'unique lien entre les groupes Emmaüs du monde, ce qui aurait pu mener à la disparition du mouvement. Ils prirent conscience de la nécessité de structurer le mouvement pour faire le lien entre les groupes, d'où la création d'Emmaüs International.

### Les  premières rencontres mondiales et la rédaction du manifeste universel  (1969-1971)
La première réunion mondiale  des groupes d'Emmaüs International a lieu à Berne (Palais fédéral  suisse) en 1969. Cette première rencontre, présidée par Marcel Farine, alors président d’Emmaüs-Suisse, adopte un Manifeste universel et met sur pied  un Secrétariat international. Les statuts de l’organisation sont adoptés  par l'Assemblée générale de Montréal (Canada), en 1971, date de  création officielle d'Emmaüs International.

Le  manifeste universel exprime entre autres le but d'Emmaüs :  

« Agir pour que chaque homme, chaque société, chaque nation  puisse vivre, s’affirmer et s’accomplir dans l’échange et le partage, ainsi que dans une égale dignité »

— extrait du Manifeste universel  du mouvement Emmaüs., Source sur le site d'Emmaüs France.

### Les débuts d'Emmaüs International (1971-1988)
Jusqu'en  1988, Emmaüs International est principalement un organe de  coordination et de liaison entre les groupes Emmaüs du monde. Les  différentes assemblées générales successives définissent entre autres le cadre de l'activité des groupes Emmaüs et la condition des engagements  politiques des groupes Emmaüs.

### La dimension politique d'Emmaüs  International (1988-1999)
C'est à partir de  l'assemblée générale de Vérone  (Italie), en 1988, qu'Emmaüs International prend une véritable dimension  politique et n'est plus seulement un organe de coordination.  Cette Assemblée verra l'arrivée à la présidence de l'italien Franco Bettoli, mort le 4 avril 2008,. Il sera président d'Emmaüs International jusqu'en  1999. Il sera alors remplacé par un autre italien, Renzo Fior, président jusqu'à l'AG de 2007.

### La révision  statutaire d'Emmaüs International (1999-2007)
La  présidence de Renzo Fior  a permis une profonde révision des statuts d'Emmaüs International, actée lors de l'assemblée générale de Ouagadougou (Burkina Faso) en 2003. Cette réforme a  entrainé notamment une plus grande décentralisation dans le  fonctionnement du mouvement Emmaüs, avec des compétences élargies  dévolues aux 4 régions du mouvement Emmaüs : Afrique, Amérique, Asie, Europe.
La première mandature de  Renzo Fior (1999-2003) a été le temps de la consultation au sein du mouvement Emmaüs, pour préparer le vote des nouveaux statuts. Cette réforme a été  progressivement mise en œuvre pendant la seconde mandature de Renzo  Fior, et sous la présidence de Jean Rousseau.

## Emmaüs International aujourd'hui

### Légataire universel de l'abbé Pierre
Depuis le décès de l’abbé Pierre, Emmaüs International en est le légataire universel. Ainsi, l'association Emmaüs International est légalement garante de la mémoire de l'abbé Pierre, et reçoit les droits d'auteurs des œuvres de l'abbé Pierre, ainsi que les legs et testaments à ce nom.

### Organisation statutaire
Les groupes Emmaüs sont depuis 2004 organisés en quatre régions (Europe, Afrique, Amériques, Asie). Ils sont représentés au sein du Conseil d'administration par les Conseillers d'Emmaüs International (CEI), élus lors des Assemblés Régionales du Mouvement Emmaüs. Le Conseil d'administration est notamment chargé de mettre en œuvre les orientations, propositions, décisions votées à l'assemblée générale, d'animer et coordonner la réflexion en faveur de la lutte pour les droits des plus pauvres à travers le monde, d'organiser la politique de communication d'Emmaüs International vers le grand public et les pouvoirs politiques, de coordonner les actions de solidarité et le partage des ressources entre toutes les organisations membres d'Emmaüs International, de passer des alliances avec d'autres organisations partageant le même but.
Le Comité exécutif, composé en 2016 du Président (Patrick Atohoun, les vice-présidents étant Juan Melquiades et Moon Sharma) et des membres élus au sein du Conseil d'administration, est chargé de la gestion courante des affaires d'Emmaüs International, sur mandat donné par le Conseil d'administration.
Le Secrétariat international d'Emmaüs, placé sous l'autorité du Comité exécutif et la responsabilité d'une déléguée général (Nathalie Péré-Marzano), est constitué de l'équipe de salariés charger de mettre en œuvre les décisions du comité exécutif.

### Implantation d'Emmaüs International dans le monde
Les tableaux ci-dessous présentent la répartition géographique des 350 groupes membres d'Emmaüs International :

#### Région Afrique
Les groupes Emmaüs africains agissent dans plusieurs domaines : accueil de personnes en situation d'exclusion, lutte contre le sida et prévention, accès à l'éducation, mutuelles santé, microcrédits, droit à l'eau, etc. Ils financent leur activité par l'agriculture ainsi que par la vente de matériel récupéré dans les groupes Emmaüs d'Europe et envoyé par conteneurs.
| Pays où Emmaüs est présent       | Nombre de groupes Emmaüs par pays |
| -------------------------------- | --------------------------------- |
| Afrique du Sud                   | 1                                 |
| Bénin                            | 4                                 |
| Burkina Faso                     | 4                                 |
| Burundi                          | 2                                 |
| Cameroun                         | 1                                 |
| République Démocratique du Congo | 1                                 |
| Côte d'Ivoire                    | 1                                 |
| Madagascar                       | 1                                 |
| Togo                             | 1                                 |

#### Région Amérique
Les groupes Emmaüs américains sont principalement implantés en Amérique Latine, et majoritairement au sud du continent. Ils pratiques le travail de récupération et de revente de matériel, de façon similaire à l'activité des communautés Emmaüs européennes. Par ailleurs, ils mènent une activité spécifique (éducation, prévention, soins, etc.) auprès des enfants des rues.
| Pays où Emmaüs est présent | Nombre de groupes Emmaüs par pays |
| -------------------------- | --------------------------------- |
| Argentine                  | 6                                 |
| Bolivie                    | 2                                 |
| Brésil                     | 6                                 |
| Chili                      | 1                                 |
| Colombie                   | 3                                 |
| États-Unis                 | 2                                 |
| Pérou                      | 5                                 |
| Uruguay                    | 3                                 |

#### Région Asie
En Asie, l'activité économique des groupes Emmaüs est basée sur l'agriculture, le commerce équitable (notamment en Inde), et le micro-crédit (au Liban et au Bangladesh). Les groupes Emmaüs indiens mènent une activité spécifique pour les droits des dalits (hors-caste, anciennement dits intouchables).
| Pays où Emmaüs est présent | Nombre de groupes Emmaüs par pays |
| -------------------------- | --------------------------------- |
| Bangladesh                 | 1                                 |
| Inde                       | 4                                 |
| Indonésie                  | 1                                 |
| Liban                      | 1                                 |

#### Région Europe
L'Europe est à la fois le continent où Emmaüs a été créé et celui où le nombre de groupes Emmaüs est le plus important, dans le plus de pays. Les groupes Emmaüs européens mènent des activités très variées ayant en commun la lutte contre l'exclusion. La majorité d'entre eux pratiquent une activité économique, souvent basée sur la revente de matériel récupéré. Le modèle de groupes Emmaüs le plus développé en Europe est celui des communautés, mais de nombreux autres types de structures existent. 
| Pays où Emmaüs est présent | Nombre de groupes Emmaüs par pays |
| -------------------------- | --------------------------------- |
| Allemagne                  | 4                                 |
| Belgique                   | 4                                 |
| Bosnie-Herzégovine         | 1                                 |
| Danemark                   | 2                                 |
| Espagne                    | 5                                 |
| Finlande                   | 5                                 |
| France                     | 198                               |
| Italie                     | 13                                |
| Pays-Bas                   | 16                                |
| Pologne                    | 3                                 |
| Portugal                   | 2                                 |
| Roumanie                   | 2                                 |
| Royaume-Uni                | 20                                |
| Suède                      | 5                                 |
| Suisse                     | 10                                |
| Ukraine                    | 1                                 |

### Axes prioritaires
Emmaüs International fédère ses membres autour de réalisations concrètes et d'actions politiques. Aujourd'hui, le Mouvement Emmaüs travaille collectivement sur six programmes d’action prioritaires :

#### Droit à l’eau
L’accès à l’eau potable est un droit humain fondamental. Emmaüs international milite pour une gestion publique et citoyenne permettant l’accès à l’eau et à l’assainissement pour toutes et tous.
Emmaüs International mène au Bénin un projet visant à fournir les 70 000 habitants du Lac Nokoué en eau potable. Ce projet se distingue par sa dimension participative (forte implication des citoyens dans le processus de décision).

#### Santé
Le droit à la santé est un droit humain fondamental. Dans ce domaine, Emmaüs International soutient des alternatives qui permettent aux plus exclus de s’organiser pour accéder aux soins par un principe de mutuelles.
Une mutuelle de santé a été mise en place au Bénin et au Burkina Faso pour permettre aux membres des groupes Emmaüs de ces pays d'accéder aux soins. Cette mutuelle est financée par l'apport de groupes Emmaüs ainsi que par des cotisations payés par ses membres. Une mutuelle similaire existe en Asie, dans les organisations locales Emmaüs d'Inde et du Bangladesh.

#### Finance éthique
Parce qu’un monde solidaire ne peut se construire sans le partage équitable des richesses, Emmaüs International milite pour une autre économie fondée sur la solidarité et la lutte contre la financiarisation et la privatisation des biens communs.
Emmaüs International a mis en place avec Banca Popolare Etica (une banque éthique en Italie) un fonds éthique abondé par les groupes Emmaüs du Monde. Ce fonds permet d'attribuer des prêts à des associations ou entreprises (membres ou non du mouvement Emmaüs) qui souhaitent démarrer des projets conformes aux valeurs d'Emmaüs.

#### Éducation
L’accès à l’éducation est un moyen majeur pour lutter contre les causes de la misère. Emmaüs International coordonne un fonds permettant à ses groupes de mener des actions de terrain et de plaidoyer auprès des populations les plus défavorisées.
Les groupes Emmaüs d'Amérique latine ont mis en place une mutualisation d'une partie de leurs ressources pour mener des actions en faveur de l'éducation des enfants des rues.
Emmaüs International travaille aujourd'hui à la mutualisation de ces expériences pour construire sur cette question un programme d'action à l'échelle mondial.

#### Droits des migrants
Plusieurs actions ont été menées par Emmaüs International en faveur du droit des migrants : 
- 2005-2007 : campagne "Migrant, pas esclave !" pour la signature de la Convention des Nations unies sur les droits des travailleurs migrants
(et les membres de leur famille)
- 2008 : participation à la campagne euro-africaine "Des ponts, pas des murs" pour la libre circulation des migrants et contre la directive retour de l'Union européenne (dite "de la honte").
- 2009 : publication du livre Visa pour le monde aux éditions de l'atelier : recueil de témoignages de migrants et de responsables d'Emmaüs sur cette question, cet ouvrage a été préfacé par Luiz Inácio Lula da Silva, président de la république fédérative du Brésil.
- 2013 : création de l'Organisation pour une citoyenneté universelle (OCU) avec le Mouvement Utopia et la France Libertés - Fondation Danielle Mitterrand[15]

#### Traite des personnes
Emmaüs International agit au quotidien pour accueillir les personnes victimes de traite et sensibiliser à ce danger. Il revendique un renforcement des lois de protection des personnes victimes de l’esclavage contemporain.
Emmaüs Europe, engagé sur cet axe depuis sa création en 2005, est précurseur sur ce sujet au sein du Mouvement.